# フーズマーケットホック
株式会社フーズマーケットホック（FOODS MARKET HOK Co., Ltd.）は、島根県・鳥取県で営業しているスーパーマーケット。
2005年（平成17年）に株式会社たんぼ原徳（たんぼはらとく）から株式会社フーズマーケットホックに社名変更した。
ホック（HOK）は旧社名のアルファベットHaratokuの頭文字Hと末尾部分のOKから名付けられたものである。

## 来歴
原徳兵衛が1869年（明治元年）に原徳商店として卸商を創業したのが始まりである。1922年（大正11年）1月に資本金25万円で株式会社原徳商店として法人化した。株式会社原徳商店は、山陰地方で砂糖や海産物などの食品の卸売業を行うと共に、缶詰や製粉などの食料品製造缶詰も行い、缶詰の販路は関東や関西地方のみならず、朝鮮半島や満州にも広がっていた。
1929年（昭和4年）に足立サトが分家として独立し、のちの（初代）安来店の場所で、食品小売店を創業。創業当時、店舗の周囲が田んぼであったことから、本家の原徳商店と区別する形で、たんぼの原徳さんと呼ばれた。そこで、その愛称を社名とし、1949年（昭和24年）10月1日に有限会社たんぼ原徳として法人化することになった。
1964年（昭和39年）2月にセルフサービス方式を導入してスーパーマーケットとなり、同年11月に株式会社米子主婦の店（米子店・博労町店・境港店・日パ店）の運営を受託してチェーンストアとしての第一歩を踏み出すことになった。
1969年（昭和44年）に松江主婦の店を傘下に入れた。
その後、郊外へスーパーマーケットのチェーン展開を進めていった。これらのチェーン店への商品供給を行うため、1966年（昭和41年）12月1日に株式会社原徳チェーン本部を設立した。
1970年（昭和45年）になんば商店と合併し、平田市へ進出した。
1971年（昭和46年）にジャスコと提携して山陰ジャスコを設立し、当社の社長が社長を兼任したが、ジャスコ本社側から派遣された役職員が社長の頭越しに本社側と決済するなどしたため、1973年（昭和48年）に提携を完全に解消した。
1975年（昭和50年）11月にスペシャリティ・スーパーのホック（HOK）山代店を開設した。
このホック（HOK）業態は、大手スーパーの大型店舗との差別化を図るため開発されたもので、従来からあるスーパーの食料品売り場に加えて、衣料品や雑貨類を扱うバラエティストア型の売り場やドラッグストアの衛生雑貨売り場を併せ持つ、アメリカ合衆国型のスペシャリティ・スーパーであった。また、このホック（HOK）業態の出店と並行して、ブティックの出店や鰻店原徳イチリキを開設するなど多角化も進めた。
安全な水産物の確保を目指し、大韓民国釜山市に合弁の世和水産株式会社を1978年（昭和53年）10月に設立して、水産物の加工にも進出した。
1983年（昭和58年）7月には、米子市の米子駅前通りにアミーゴ1号店を開店してコンビニエンスストアに参入した。
1985年（昭和60年）11月19日に、大韓民国釜山市にスーパーを開店して、本業でも海外進出した。
1988年（昭和63年）1月16日に、米子市にディスカウントストアを開店した。
2004年（平成16年）1月13日に負債総額約171億円を抱えて、民事再生法を適用を申請して、事実上倒産した。
その後、さえき（東京都国立市）が民事再生中の株式会社たんぼ原徳を買収。同社が株式会社原徳チェーン本部から13店舗の営業権を取得する形で経営再建に取り組み、2007年（平成19年）11月12日に民事再生手続きが終結した。
2007年（平成19年）12月25日、公正取引委員会はフーズマーケットホックが販売する食料品及び日用雑貨品の価格表示について調査を行ってきたところ、景品表示法第4条第1項第2号（有利誤認）の規定に違反するおそれがあるものとして、同社に警告を行った。
2019年11月19日、確固たる経営基盤を確立するため、株式会社マルマンと有限会社丸萬商店の全株式を取得し、100％子会社化した。
2020年6月1日、株式会社マルマンの6店舗全てが、フーズマーケットホックに店名変更。マルマンカードは引き続き使用可能となった。
2020年9月1日、フーズマーケットホックが株式会社マルマンを吸収合併した。これに伴いマルマンカードも廃止となった。

## 店舗

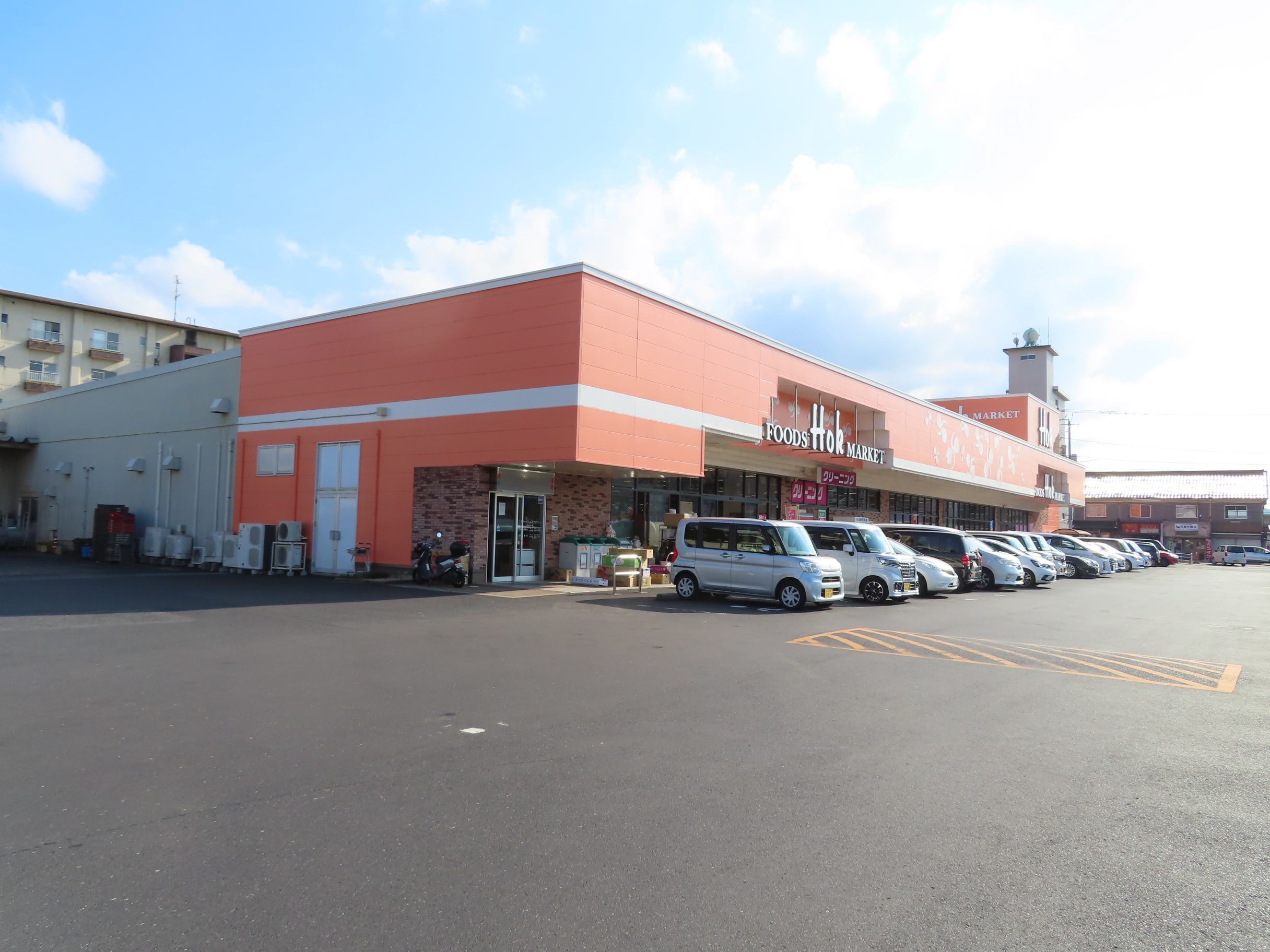
山代店

### かつて存在した店舗

#### 島根県

##### 安来市
- （初代）安来店（安来市安来町1110[26]、1929年（昭和4年）開店[7] - 1968年（昭和43年）閉店[9]）

1954年（昭29年）に拡張してたんぼ原徳マーケットとなり、1964年（昭和39年）2月にセルフサービス方式を導入してスーパーマーケットとなった。
安来市の本町交差点西北角にあった敷地のかなりの部分が国道9号拡幅の用地となることになり、残った敷地に安来ショッピングセンターを建設するために閉店した。
- （2代目）安来店（安来市安来町1110[30]、1968年（昭和43年）12月1日開店[29][30] - ?閉店）

売場面積2,300m2。
旧本店跡に建設された鉄筋コンクリート造り3階建ての安来ショッピングセンターに出店した。
安来ショッピングセンターは、日本初の協同組合によるショッピングセンターであった。
安来ショッピングプラザ（延床面積8,487m2、売場面積5,332m2）に出店していた。
- 赤江店（安来市赤江町1448-1[32]、1959年（昭和34年）5月15日開店[32] - ?閉店）

売場面積370m2。
- 荒島店（安来市荒島町2269[33]、1964年（昭和39年）6月開店[34] - ?閉店）

売場面積150m2。
- （初代）広瀬店（能義郡広瀬町1024[35]、1962年（昭和37年）6月開店[36] - ?閉店）

売場面積145m2。
（2代目）広瀬店は1973年（昭和48年）12月に開店した。

##### 松江市
- 松江店（松江市寺町99-50[30]、1969年（昭和44年）2月1日開店[30] - ?閉店）

売場面積990m2。
松江主婦の店として1959年（昭和34年）5月15日開店
- 城北店（松江市東奥谷町赤崎372-5[40]）

売場面積333m2
- アピア店（松江市黒田町[38]、1981年（昭和56年）11月開店[38]）

売場面積1,832m2。
- キャスパル店

- （初代）揖屋店（八束郡東出雲町揖屋町1205[41]、1964年（昭和39年）4月21日開店[30] - ?閉店）

売場面積310m2。

##### 出雲市
- 出雲店（出雲市渡橋町4062-2[42]、1976年（昭和51年）12月開店[42]）

売場面積1,497m2。
- ホックプラザ出雲（出雲市渡橋町40-1[42]、1978年（昭和53年）3月開店[42]）

売場面積1,023m2。
- 今市店（出雲市今市町570 山田ビル1F[43]、1971年（昭和46年）9月開店[43][44]）

売場面積1,739m2。
2階には「山陰ジャスコ」が出店していた。
- （初代）平田店（平田市蓮田1466-1[45]、1971年（昭和46年）6月11日開店[45]）

延床面積2,860m2、売場面積1,742m2 → 1,947m2。

##### 浜田市
- 浜田店（浜田市[44]、1972年（昭和47年）5月開店[44]）

売場面積4,259m2

#### 鳥取県

##### 米子市
- 住吉店（米子市上後藤293[47]、1967年（昭和42年）7月26日開店[47] - ?閉店）

売場面積400m2。
- 米子店（米子市四日市町35[48]、1958年（昭和33年）6月10日開店[49] - ?閉店）

米子主婦の店から運営を受託。
- 博労町店（米子市博労町1-53[48]、?開店 - ?閉店）

米子主婦の店から運営を受託。
- 日パ店（米子市東尾1500日パ社宅内[35]、1963年（昭和38年）10月11日開店[50] - ?閉店）

米子主婦の店から運営を受託。
売場面積100m2。
- 花園店（米子市花園町[52]、1973年（昭和48年）5月31日開店[53] - ?閉店）

売場面積725m2。
- （初代）皆生店（米子市上福原1600[35]、1968年（昭和43年）2月14日開店[50] - ?閉店）

売場面積530m2。

##### 境港市
- （初代）境港店（境港市上道町1920[47]、1968年（昭和43年）9月11日開店[47] - ?閉店）

売場面積490m2。
米子主婦の店から運営を受託。
- （2代目）境港店（境港市[31]、1989年（平成元年）9月21日開店[31] - ?閉店）

#### 大韓民国
- 釜山店（釜山市[17]、1985年（昭和60年）11月19日開店[17] - ?閉店）

## かつて存在した関連会社
- アミーゴ（スーパーマーケット[54]、資本金1000万円[54]、1975年（昭和50年）7月設立[52]）
- 株式会社米子主婦の店（スーパーマーケット[54]、資本金4000万円[54]、1959年（昭和34年）5月設立[52]）
- 株式会社原徳チェーン本部（スーパーマーケット[54]、資本金7500万円[54]、1966年（昭和41年）12月1日設立[11]）
- 山陰ミート（食肉加工・保管[54]、資本金900万円[54]、1968年（昭和43年）3月設立[52]）
- 原徳フーズ（レストラン[54]、資本金3000万円[54]、1971年（昭和46年）設立[54]）
- 原徳いちりき（うなぎ店[54]、資本金2000万円[54]、1978年（昭和53年）設立[54]）
- 米子冷食物産（冷凍食品製造・水産加工[54]、資本金2000万円[54]、1979年（昭和54年）11月設立[52]）
- 原徳興産（不動産・旅行・損害保険[54]、資本金4500万円[54]、1973年（昭和48年）7月設立[52]）
- グリーンホテル松江（ホテル[54]、資本金3億円[54]、1982年（昭和57年）12月設立[52]）